# Élections législatives malaisiennes de 1999
Les élections législatives malaisiennes de 1999 se sont déroulées le 29 novembre 1999.